# Marika Domanski-Lyfors
Marika Susan Domanski-Lyfors, nata Domanski (Göteborg, 17 maggio 1960), è un'allenatrice di calcio ed ex calciatrice svedese, di ruolo difensore.
Soprannominata Mackan, dopo aver conquistato, da giocatrice, due titoli di campione di Svezia e tre Coppe, tutte con lo Jitex BK, si dedica all'allenamento, prima con una squadra di club, il Tyresö FF, che porta per la prima volta in Damallsvenskan, massimo livello del campionato svedese, le viene affidato l'incarico di tecnico delle nazionali svedesi femminili, passando dalla giovanile Under-20 alla nazionale maggiore, prima come assistente e poi come CT, portando la sua squadra alla finale dell'Europeo di Germania 2001 e del Mondiale degli Stati Uniti 2003, vincendo l'edizione 2001 dell'Algarve Cup e terminando la carriera allenando la nazionale cinese, prima CT straniera a venire scelta dalla federcalcio cinese, al  Mondiale casalingo del 2007.

## Biografia
È sposata dal 1989 con Ulf Lyfors, anche lui allenatore, e che ebbe prima di lei l'incarico di commissario tecnico della Svezia, dal 1980 al 1987, conquistando un primo e un secondo posto agli Europei di categoria. Nel periodo 1980-1985, quando vestì la maglia dello Jitex BK, la squadra era bacino delle nazionali allenate da Lyfors, tuttavia il CT le negò la possibilità di debuttare a livello internazionale negandole, unica nella squadra, la convocazione. La decisione, contestata più volte da Domanski, ebbe un risvolto sentimentale, evidentemente perdonato a seguito della relazione intrapresa tra i due che si concretizzò nel matrimonio e nella nascita del figlio Joakim.
Domanski-Lyfors fu anche inserita nella serie televisiva documentario in tre puntate Den andra sporten (L'altro sport) trasmesso dalla Sveriges Television nel 2013.

## Carriera

### Calciatrice
Domanski si appassiona al calcio fin da giovanissima, iniziando la carriera nella sezione di calcio della società polisportiva del Nödinge SK, a Nödinge-Nol, dove rimane dal 1971 al 1974, trasferendosi a Surte, nel Surte IS, dai 14 anni per continuare la carriera in una squadra interamente femminile.
Nel 1980 si trasferisce allo Jitex BK di Mölndal, squadra con la quale disputa la Division 1 Södra, campionato allora diviso in due gironi territoriali. Nelle sei stagioni giocate a Mölndal da terzino sinistro conquista due titoli nazionali, dopo aver vinto i playoff nel 1981 e nel 1984, aggiungendo al suo palmarès anche tre Coppe di Svezia negli anni 1981, 1982 e 1984.
Nel 1986 si trasferisce al GAIS, chiudendo la carriera da calciatrice nella società polisportiva di Göteborg,

### Allenatrice

#### Club
Domanski-Lyfors inizia l'attività di tecnico dal 1989, sottoscrivendo un accordo con il Tyresö FF per allenare la squadra arrivata alla Division 2 e che l'anno successivo riesce a vincere il torneo e la conseguente promozione in Division 1, l'allora secondo livello del campionato svedese di categoria. Qui la squadra non riesce ad essere sufficientemente competitiva, retrocedendo dopo una sola stagione. Nelle due stagioni successive la squadra riesce a fare il doppio salto di categoria, arrivando alla promozione in Damallsvenskan per il campionato 1993, tuttavia Domanski-Lyfors lascia la società per dedicarsi completamente agli impegni presi con la federcalcio svedese (SvFF).

#### Nazionale

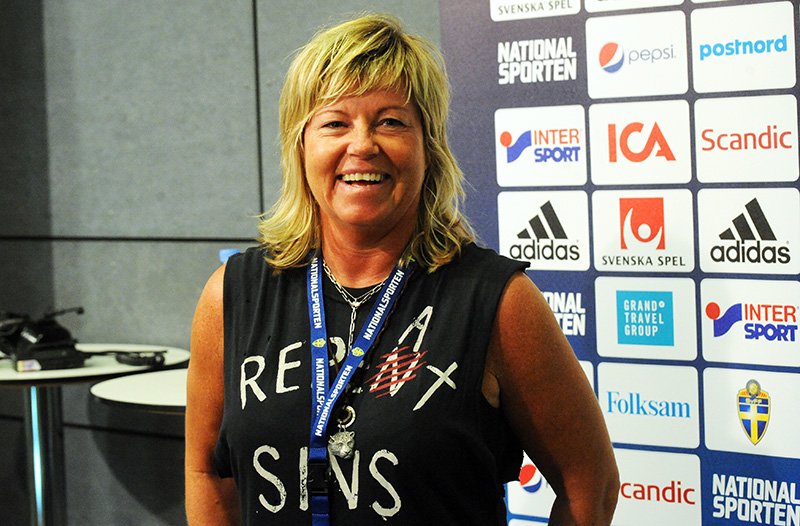
Domanski-Lyfors in occasione dell'incontro Svezia vs Scozia del 17 settembre 2014.

Dal 1991 le viene affidata per due anni la guida della nazionale Under-20, formazione che però a quel tempo non partecipava ad alcun torneo ufficiale, diventando l'anno successivo assistente tecnico del CT Bengt Simonsson nella nazionale maggiore, incarico che mantenne per tutto l'arco del mandato e sostituendolo sulla panchina della Svezia nel 1996. Il suo debutto da CT della Svezia fu il 9 ottobre 1996, a Venaria Reale, nell'amichevole vinta con l'Italia per 1-0.
Il suo periodo di nove anni alla guida della nazionale è stato considerato un successo. La squadra riesce ad accedere alle fasi finali di tutte le competizioni ufficiali, continentali e no. Partecipa agli Europei di Norvegia e Svezia 1997, Germania 2001 e Germania 2005, raggiungendo le semifinali tranne che nel 2001, giocando la finale persa poi con la Germania. Disputa inoltre i Mondiali di categoria, entrambi negli Stati Uniti, nel 1999, eliminata ai quarti di finale, e 2003, dove incontra nuovamente in finale la Germania che la supera per 2-1 solo ai tempi supplementari, e le Olimpiadi di Sydney 2000, eliminata già alla fase a gironi, e Atene 2004, dove gioca, perdendola con la Germania, la finale per il terzo posto.
Dopo essere tornata alla guida della nazionale svedese Under-21, nel marzo 2007 Domanski-Lyfors ha accettato l'offerta di diventare CT della nazionale cinese. Ha supervisionato un miglioramento dei risultati della squadra e ha guidato le padrone di casa ai quarti di finale della Coppa del Mondo femminile FIFA 2007.
Il torneo fu al centro di alcune controversie, con il CT danese Kenneth Heiner-Møller che denunciò molestie e sorveglianza segreta per sé e le sue giocatrici prima della partita del primo turno della Cina contro la Danimarca. Benché si appurò che sia Domanski-Lyfors che la sua assistente Pia Sundhage non erano a conoscenza degli incidenti, Heiner-Møller, pur assolvendole da ogni responsabilità, si rifiutò palesemente di stringere loro la mano dopo l'incontro.
La federcalcio cinese espresse il desiderio di riconfermare Domanski-Lyfors anche per le Olimpiadi casalinghe del 2008, tuttavia decise di non estendere il suo contratto. Nel novembre 2007 è stata nominata direttore tecnico della Federcalcio svedese (SvFF).

## Palmarès

### Calciatrice
- Campionato svedese: 2

Jitex BK: 1981, 1984
- Coppa di Svezia: 3

Jitex BK: 1981, 1982, 1984

### Allenatrice

#### Club
- Campionato svedese di seconda divisione: 1

Tyresö FF: 1992

#### Nazionale
- Algarve Cup: 1

2001